# 피탈로보
피탈로보(러시아어: Пыталово, 라트비아어: Abrene)는 프스코프 주에 있는 도시이다. 피탈로보 군에 속하며, 라트비아쪽에서는 압레네 군에 속해있다.

## 역사
피탈로보는 1878년에 인구가 겨우 57명되었던 조그만 마을에서 시작되었다. 러시아 제국 시대에는 프스코프 현(구베르니야)에 속했다. 1920년에는 라트비아-소련 리가 평화조약으로 라트비아로 넘어갔다. 라트비아로 넘어간 뒤에는 야운라트갈레(Jaunlatgale)로, 1938년 이후에는 압레네로 개칭되었다.
제2차 세계 대전이 일어난 뒤 소련군은 다시 압레네 지역과 프스코프 주를 점령했다. 대부분의 라트비아인 주민들은 마을과 도시 이름들이, 다시 옛 이름으로 되돌아가는 것에 대해 분개하면서, 라트비아로 귀환했다. 피탈로보는 영토분쟁지역인 압레네 지역에 속한다.